# Maruja Alfaro i Brenchat
Maruja Alfaro i Brenchat   (Barcelona, 8 de setembre de 1930 - Palma, 17 de maig de 2024) va ser una actriu catalana.

## Biografia
Començà la seva vida artística amb la companyia de Marcos Redondo el 1947, interpretant sarsueles com Katiuska, La dolorosa, etc. Després entrà en el grup de teatre dels Obrers Catòlics i passà a formar part successivament de la companyia Illa d'Or i de la Companyia Majòrica. Va ser cofundadora de l'Agrupació Bellver i del grup de l'Assistència Palmesana, del qual va ser directora d'escena i actriu. Va ser també cofundadora i copropietària de la Companyia Zanoguera-Alfaro. Ha col·laborat amb diversos grups teatrals com la companyia de Xesc Forteza Forteza, Anselm Turmeda, Iguana Teatre, Teatre Principal, etc.
Enquadrada dins el teatre costumista, va representar preferentment obres de Joan Mas i Bauzà, Maurici Gallardo i Andreu Amer, així com de Xesc Forteza, al costat del qual va treballar a Téntol, que és una guerra femella i Majòrica 81. Va participar en més de 70 muntatges teatrals entre els quals: Cavallet, quan eres jove…, És na Xima xema?, Allò que tal vegada s'esdevingué, Ai Quaquín, que has vengut de prim!, Les alegres casades de Windsor i La importància de ser Frank. És especialment memorable la interpretació que va fer de dona Obdúlia en el muntatge teatral que, sobre la novel·la de Llorenç Villalonga Mort de dama, portà a terme Pere Noguera.

## Obra publicada
- Catalina sota els arbres (El Gall Editor)
- No tot foren flors (El Gall Editor)
- Nits perdudes